# Rajd Wielkiej Brytanii 1996
Rajd Wielkiej Brytanii 1996 (52. Network Q RAC Rally) – ósma runda eliminacji Dwulitrowego Rajdowego Pucharu Świata w roku 1996, który odbył się w dniach 23–25 listopada. Bazą rajdu było miasto Chester.

## Wyniki końcowe rajdu
| Msc.                   | Kierowca               | Pilot                  | Samochód                | Czas                   | Strata                 | Grupa                  |                        |
| Klasyfikacja generalna | Klasyfikacja generalna | Klasyfikacja generalna | Klasyfikacja generalna  | Klasyfikacja generalna | Klasyfikacja generalna | Klasyfikacja generalna | Klasyfikacja generalna |
| ---------------------- | ---------------------- | ---------------------- | ----------------------- | ---------------------- | ---------------------- | ---------------------- | ---------------------- |
| 1                      | Armin Schwarz          | Denis Giraudet         | Toyota Celica GT-Four   | 4:46,50                | 0,0                    | A8                     |                        |
| 2                      | Masao Kamioka          | Kevin Gormley          | Subaru Impreza 555      | 4:54,42                | +7,52                  | A8                     |                        |
| 3                      | Stig Blomqvist         | Benny Melander         | Škoda Felicia Kit Car   | 5:02,02                | +15,12                 | A6                     |                        |
| 4                      | Mark Higgins           | Phil Mills             | Nissan Sunny GTI        | 5:09,11                | +22,11                 | A7                     |                        |
| 5                      | Grégoire De Mévius     | Jean-Marc Fortin       | Renault Mégane Maxi     | 5:11,20                | +24,30                 | A7                     |                        |
| 6                      | Jeremy Easson          | Alun Cook              | Ford Escort RS Cosworth | 5:13,59                | +27,19                 | N4                     |                        |
| 7                      | Dominic Buckley        | Neil Ewing             | Subaru Impreza WRX      | 5:16,54                | +30,04                 | N4                     |                        |
| 8                      | Harri Rovanperä        | Juha Repo              | Seat Ibiza GTI 16V      | 5:20,40                | +33,50                 | A7                     |                        |
| 9                      | Erwin Weber            | Manfred Hiemer         | Seat Ibiza GTI 16V      | 5:22,24                | +35,34                 | A7                     |                        |
| 10                     | Raimund Baumschlager   | Klaus Wicha            | Volkswagen Golf GTI 16V | 5:23,25                | +36,35                 | A7                     |                        |
| 2L WRC                 |                        |                        |                         |                        |                        |                        |                        |
| 1 (3)                  | Stig Blomqvist         | Benny Melander         | Škoda Felicia Kit Car   | 5:02,02                | +15,12                 | A6                     |                        |
| 2 (4)                  | Mark Higgins           | Phil Mills             | Nissan Sunny GTI        | 5:09,11                | +22,11                 | A7                     |                        |
| 3 (5)                  | Grégoire De Mévius     | Jean-Marc Fortin       | Renault Mégane Maxi     | 5:11,20                | +24,30                 | A7                     |                        |